# Поста Фибрено
Поста Фибрено (итал. Posta Fibreno) је насеље у Италији у округу Фрозиноне, региону Лацио.
Према процени из 2011. у насељу је живело 828 становника. Насеље се налази на надморској висини од 320 м.

## Становништво
Према резултатима пописа становништва 2011. у општини је живело 1.217 становника.
| 1931. | 1936. | 1951. | 1961. | 1971. | 1981. | 1991. | 2001. | 2011. |
| ----- | ----- | ----- | ----- | ----- | ----- | ----- | ----- | ----- |
| 1.525 | 1.522 | 1.550 | 1.476 | 1.345 | 1.393 | 1.365 | 1.274 | 1.217 |